# Michal Červenka
Michal Červenka (* 8. srpna 1988) je český politik, od roku 2024 zastupitel Karlovarského kraje, od roku 2018 starosta města Rotava na Sokolovsku, člen regionálního politického hnutí Volba pro kraj.

## Život
Jako svá povolání uváděl na kandidátních listinách: manažer zakázek (2014), pracovník řízení rizik (2016) a kooperant strojírenské výroby (2017 a 2018).
Michal Červenka žije ve městě Rotava na Sokolovsku.

## Politické působení
Od roku 2013 byl členem ČSSD. Za stranu byl v komunálních volbách v roce 2014 zvolen z pozice lídra kandidátky zastupitelem města Rotava. V listopadu 2014 se stal navíc radním města. V březnu 2018 byl po odvolání starostky města zvolen místostarostou. Ve volbách v roce 2018 mandát zastupitele města z pozice lídra kandidátky obhájil. Dne 31. října 2018 se stal novým starostou města Rotava.
V krajských volbách v roce 2016 kandidoval za ČSSD do Zastupitelstva Karlovarského kraje, ale neuspěl. V krajských volbách v roce 2020 byl lídrem kandidátky ČSSD v Karlovarském kraji.
Ve volbách do Poslanecké sněmovny PČR v roce 2017 kandidoval za ČSSD v Karlovarském kraji, ale neuspěl.
Ve funkci starosty začal město zvelebovat, přibližovat ho mladým lidem a hospodařit s rozpočtem města.
Velkým řešeným problémem však bylo sociální vyloučení, nepřizpůsobiví občané a obchod s chudobou. Ve městě nastavili systém obecního bydlení.
Od 1. března 2022 je členem hnutí Volba pro kraj (VOK). V komunálních volbách v roce 2022 kandidoval za Srdcem pro Rotavu s podporou Volba pro kraj (VOK), které vyhrálo se ziskem 76 % odevzdaných hlasů a dál zůstává v pozici starosty města Rotava.
V krajských volbách v roce 2024 kandidoval za hnutí Volba pro kraj (VOK) do Zastupitelstva Karlovarského kraje a s počtem  899 hlasů získal mandát krajského zastupitele. Tím se zařadil do první desítky všech zvolených zastupitelů v Karlovarském kraji a stal se rovněž nejmladším zvoleným zastupitelem pro toto období. 
4. listopadu 2024 byl jmenován předsedou krajského Hospodářského výboru a členem krajského Finančního výboru a Výboru pro zdravotnictví.